# Code de couleurs des composants

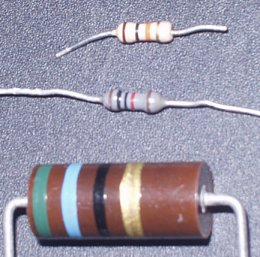
Résistances marquées selon la norme CEI 60062

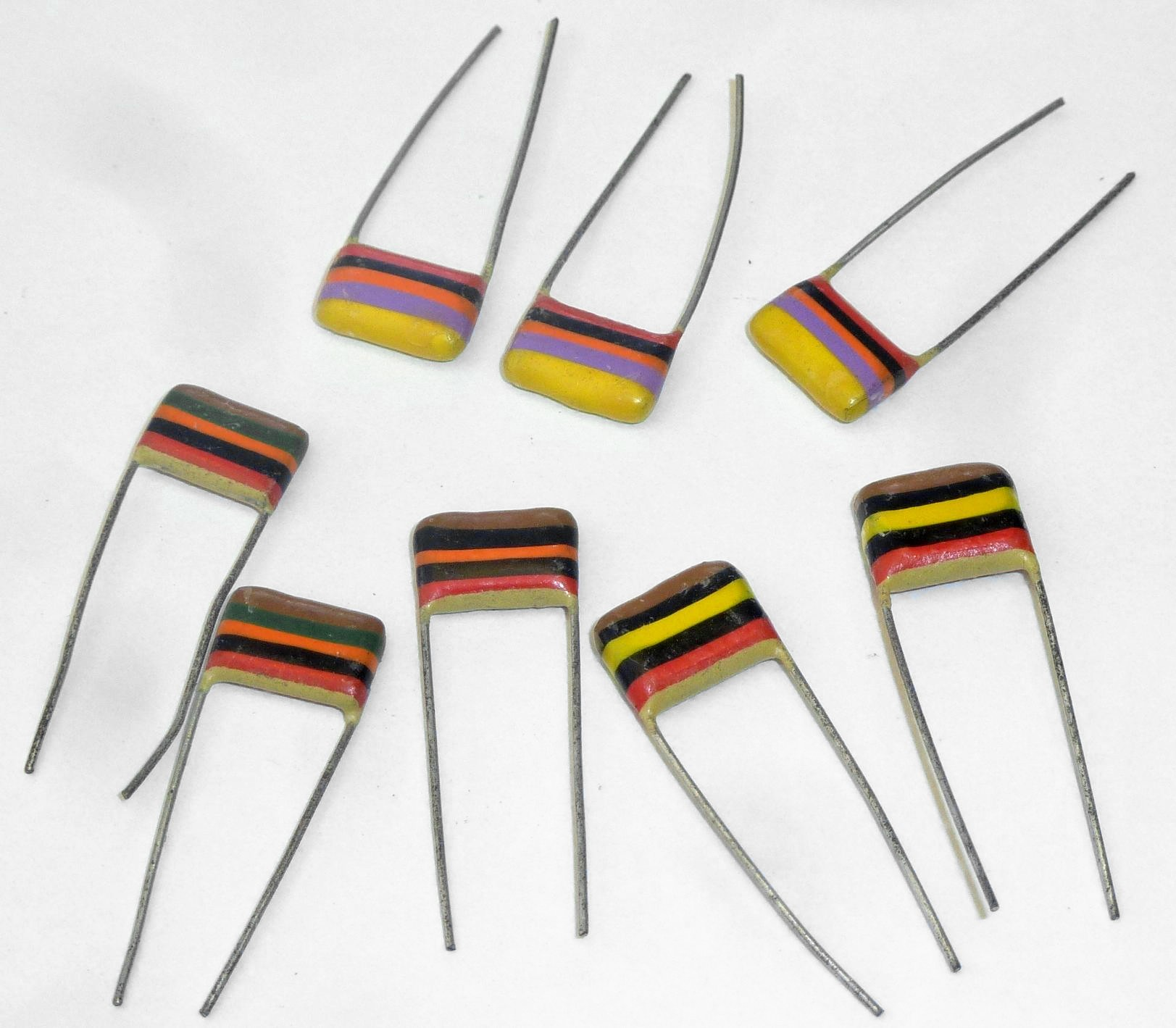
Condensateurs tropical fish Philips Mullard C280 marqués selon la norme CEI 60062

La norme internationale CEI 60062 définit un code de couleurs pour le marquage de la valeur des résistances, des condensateurs et d'autres composants. Les  composants montés en surface identifient les valeurs par des inscriptions alphanumériques. La norme CEI 60757, intitulée Code de désignation de couleurs (1983), définit les lettres à utiliser pour indiquer ces couleurs (plus deux autres) sans recourir à une illustration. Elle précise que la norme ne spécifie pas une colorimétrie des couleurs, mais qu'elles doivent être distinguées sans ambiguïté. La norme CEI 60063 définit un nombre restreint de valeurs valides pour chaque précision, ce qui réduit les possibilités d'erreur.
Le code des couleurs est généralement difficile ou impossible à déchiffrer sous un éclairage inadéquat, comme aussi pour des daltoniens.

## Table du code des couleurs
|         |          | 1er anneau gauche | 2e anneau gauche | 3e anneau gauche* | Dernier anneau gauche | Anneau droite | Anneau suppl. | Abrév. |
| ------- | -------- | ----------------- | ---------------- | ----------------- | --------------------- | ------------- | ------------- | ------ |
| Couleur | Couleur  | 1er chiffre       | 2e chiffre       | 3e chiffre        | Multiplicateur        | Tolérance     | Coeff. temp.  | Alpha. |
|         | noir     | 0                 | 0                | 0                 | 100=1                 |               | 200 ppm       | BK     |
|         | marron   | 1                 | 1                | 1                 | 101                   | ± 1 %         | 100 ppm       | BN     |
|         | rouge    | 2                 | 2                | 2                 | 102                   | ± 2 %         | 50 ppm        | RD     |
|         | orange   | 3                 | 3                | 3                 | 103                   |               | 25 ppm        | OG     |
|         | jaune    | 4                 | 4                | 4                 | 104                   |               | 15 ppm        | YE     |
|         | vert     | 5                 | 5                | 5                 | 105                   | ± 0,5 %       |               | GN     |
|         | bleu     | 6                 | 6                | 6                 | 106                   | ± 0,25 %      |               | BU     |
|         | violet   | 7                 | 7                | 7                 | 107                   | ± 0,10 %      |               | VT     |
|         | gris     | 8                 | 8                | 8                 | 108                   | ± 0,05 %      |               | GY     |
|         | blanc    | 9                 | 9                | 9                 | 109                   |               |               | WH     |
|         | or       |                   |                  |                   | 0,1                   | ± 5 %         |               | GD     |
|         | argent   |                   |                  |                   | 0,01                  | ± 10 %        |               | SR     |
|         | (absent) |                   |                  |                   |                       | ± 20 %        |               |        |

* Le troisième anneau n'est utilisé que lorsque la tolérance de la résistance est inférieure ou égale à 2 %.
La valeur des résistances peut être indiquée sur le composant sous forme de trois à six anneaux de couleurs.
1. Le premier est celui qui est placé le plus près d'une extrémité.
2. Les deux premiers (ou les trois premiers) indiquent deux chiffres (un chiffre correspondant à une couleur).
3. L’avant-dernier (troisième, parfois quatrième) indique un facteur de multiplication du nombre formé par les deux premiers.
4. Le suivant (quatrième, parfois cinquième) indique la tolérance de fabrication de 20 % à 0,05 %. Cet anneau est parfois davantage espacé des précédents. Il n’est pas toujours présent, son absence signifiant la tolérance la plus lâche de 20 %.

- Les résistances de précision peuvent porter un sixième anneau, indiquant la classe de coefficient thermique de la résistance en ppm par kelvin.
- L'utilisation de composants à une valeur précise n'est pas toujours aussi nécessaire, tandis que le prix de revient, comptant la précision des machines, le contrôle, le stockage de nombreuses valeurs différentes, dépend de la tolérance sur cette valeur. En fonction des applications, on utilisera une série ayant des caractéristiques de précision différentes. La tolérance sur les condensateurs est généralement de 20%, et ceux-ci n'ont que trois marques de couleur.
- Les couleurs employées pour le marquage de valeurs des résistances, rangées par ordre croissant de valeur en partant de zéro sont :
0 = Noir, 1 = Brun ou Marron, 2 = Rouge, 3 = Orange, 4 = Jaune, 5 = Vert, 6 = Bleu, 7 = Violet, 8  = Gris, 9 = Blanc.

Les valeurs sont normalement prises, pour chaque tolérance, dans une liste de valeurs normalisées. De ce fait, comme seules certaines séquences sont valides, le codage des couleurs comporte une redondance qui limite les erreurs de lecture.
Le marquage est habituel sur les résistances cylindrique de petite taille, mais les résistances de puissance, notamment celles munies d'un radiateur et les composants montés en surface ont un marquage en chiffres.

## Colorimétrie
La norme ne définit pas rigoureusement les couleurs, renvoyant pour cela à la norme ISO 3864-3 (2012) Symboles graphiques — Couleurs de sécurité et signaux de sécurité — Partie 3 : Principes de conception pour les symboles graphiques utilisés dans les signaux de sécurité, qui à son tour renvoie à ISO 3864-4 (2011) Partie 4 : Propriétés colorimétriques et photométriques des matériaux de signaux de sécurité. Cette norme définit une aire dans le diagramme de chromaticité CIE xy et des limites de luminance relative.

## Mnémotechnique
Du 2 (rouge) au 7 (violet) les couleurs sont dans l'ordre de celles de l'arc-en-ciel et du cercle chromatique.
Sans apposition institutionnelle ou normé[Quoi ?], il existe des phrases mnémotechniques pour se souvenir du code de ces couleurs, pour la correspondance on ne tient compte que de la première lettre de chaque mot :
- Ne Manger Rien Ou Jeûner Voilà Bien Votre Grande Bêtise[4].
- variante : Ne Boire Rien Ou Jeûner Voilà Bien Votre Grande Bêtise.
- Notre Bar Rouge Ouvre Jeudi Vendredi Bien Venu Grand Buveur[5].
- Ne Mélangez Rien Ou Je Vous Brûle Votre Grande Barbe[6].